# Онодэра, Ицунори
Ицунори Онодэра (яп. 小野寺 五典 Онодэра Ицунори, род. 5 мая 1960) — государственный и политический деятель Японии. Министр обороны Японии (2012—2014; 2017—2018).

## Биография
Родился в городе Кесеннума префектуры Мияги, в 1983 году окончил Токийский университет морских наук и технологий. Первый раз был избран в Палату представителей парламента Японии на довыборах в 1997 году, но ушёл в отставку в 2000 году. С 2003 года регулярно переизбирался депутатом Палаты представителей, работал в Комитете по иностранным делам Палаты представителей, в 2007—2009 годах — заместителем министра иностранных дел Японии. Синдзо Абэ при формировании своего кабинета 26 декабря 2012 года назначил Онодэру министром обороны.
После перетряски кабинета Абэ 3 августа 2017 года вновь получил пост министра обороны, который занимал до 2 октября 2018 года.